# Anna Ammirati
Anna Ammirati (Napoles, 1 de enero de 1979) es una actriz italiana, reconocida principalmente por su papel protagónico en la película de 1998 Monella del director Tinto Brass.

## Carrera
Después de terminar estudios de arte en Campania, Ammirati se mudó a Roma para estudiar psicología. Mientras tanto obtuvo algunos papeles menores como actriz de reparto o extra. Hizo parte del elenco de la miniserie de comedia Positano en 1996. En 1997 se presentó a una audición en los estudios de cine Cinecittà organizada por el director Tinto Brass para encontrar a la actriz principal de Monella, su nueva producción cinematográfica. Ammirati obtuvo el papel, pero como muchos otros descubrimientos de Brass, su carrera posterior fue de un perfil mucho más bajo del esperado.
Ammirati vive en Londres pero ha participado activamente en la escena italiana con películas y series de televisión, entre las que destaca su actuación en la serie Io e mio figlio - Nuove storie per il commissario Vivaldi, interpretando a Claudia Porpora.